# 9797 Raes
9797 Raes este un asteroid din centura principală de asteroizi.

## Descriere
9797 Raes este un asteroid din centura principală de asteroizi. A fost descoperit pe 18 aprilie 1996 la Observatorul La Silla de Eric Walter Elst. El prezintă o orbită caracterizată de o semiaxă mare de 3,17 ua, o excentricitate de 0,16 și o înclinație de 1,2° în raport cu ecliptica.